# Нью-Сейлем (округ Пайк, Іллінойс)
Нью-Сейлем (англ. New Salem) — селище (англ. village) в США, в окрузі Пайк штату Іллінойс. Населення — 121 особа (2020).

## Географія
Нью-Сейлем розташований за координатами 39°42′27″ пн. ш. 90°50′52″ зх. д. / 39.70750° пн. ш. 90.84778° зх. д. (39.707611, -90.847841).  За даними Бюро перепису населення США в 2010 році селище мало площу 2,71 км², уся площа — суходіл.

## Демографія
Згідно з переписом 2010 року, у селищі мешкало 137 осіб у 58 домогосподарствах у складі 40 родин. Густота населення становила 51 особа/км².  Було 61 помешкання (23/км²).
Расовий склад населення:
| - 97,8 % — білих |

До двох чи більше рас належало 2,2 %. Частка іспаномовних становила 0,0 % від усіх жителів.
За віковим діапазоном населення розподілялося таким чином: 24,8 % — особи молодші 18 років, 51,8 % — особи у віці 18—64 років, 23,4 % — особи у віці 65 років та старші. Медіана віку мешканця становила 44,3 року. На 100 осіб жіночої статі у селищі припадало 90,3 чоловіків;  на 100 жінок у віці від 18 років та старших — 83,9 чоловіків також старших 18 років.
Середній дохід на одне домашнє господарство  становив 28 164 долари США (медіана — 28 125), а середній дохід на одну сім'ю — 33 190 доларів (медіана — 31 389). За межею бідності перебувало 14,0 % осіб, у тому числі 12,1 % дітей у віці до 18 років та 14,3 % осіб у віці 65 років та старших.
Цивільне працевлаштоване населення становило 67 осіб. Основні галузі зайнятості: освіта, охорона здоров'я та соціальна допомога — 20,9 %, сільське господарство, лісництво, риболовля — 17,9 %, виробництво — 11,9 %, мистецтво, розваги та відпочинок — 10,4 %.